# Diego de Covarrubias
Diego de Covarrubias y Leyva (25. července 1512 Toledo – 27. září 1577 Madrid) byl španělský právník a římskokatolický prelát, který působil jako arcibiskup v Cuence (1577), arcibiskup v Segovii (1564–1577), arcibiskup v Ciudad Rodrigu (1560–1564) a arcibiskup v Santo Domingu (1556–1560).

## Život

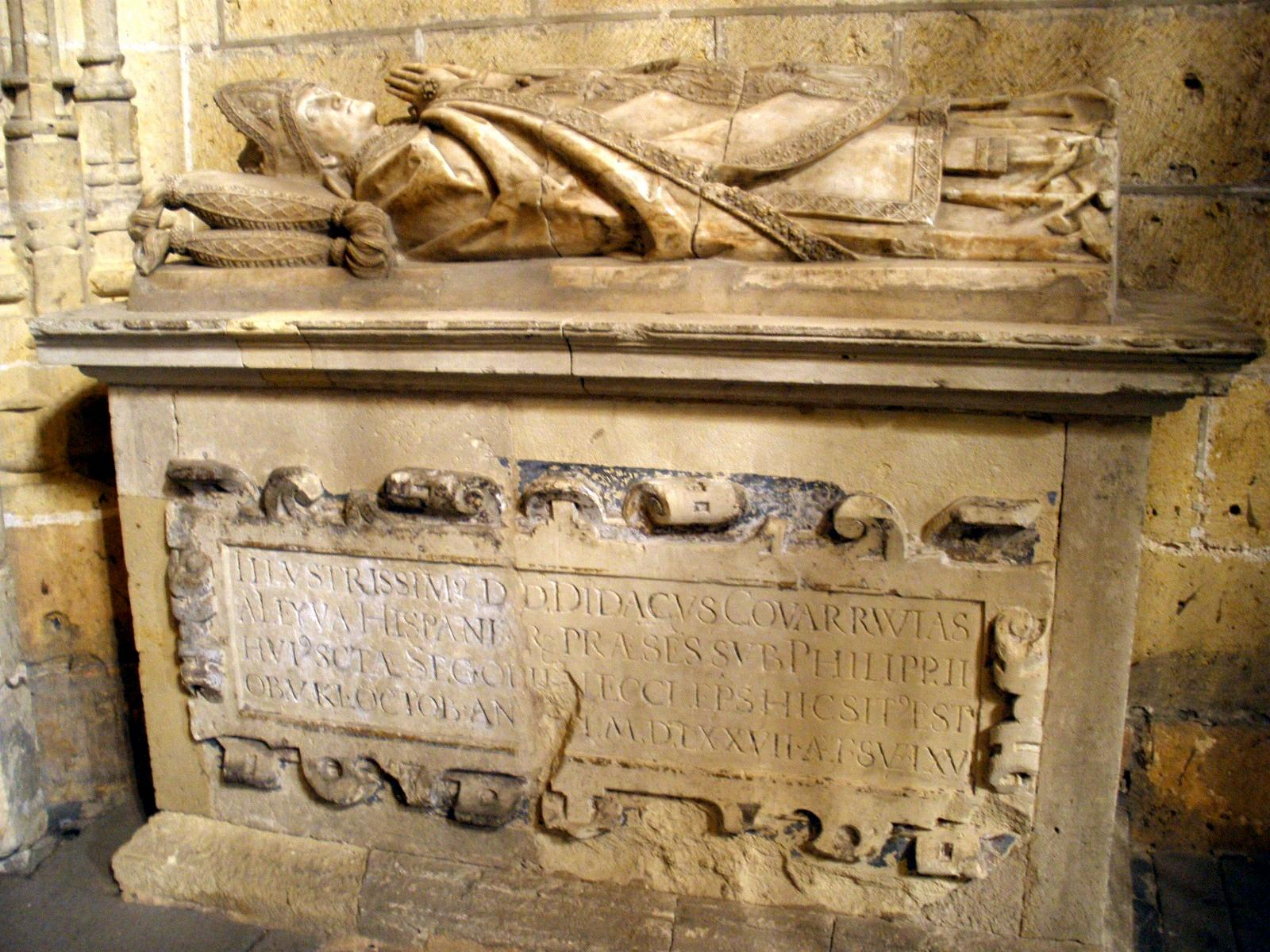
Hrobka v katedrále v Segovii

### Mládí
Diego de Covarrubias se narodil 25. července 1512 v Toledu ve Španělsku. Jeho otec, Alonso de Covarrubias (1488–1570), byl architekt, který navrhl kapli Nových králů v katedrále v Toledu. Diego měl mladšího bratra Antonia de Covarrubias (1514/24–1602), který se stal profesorem práva na univerzitě v Salamance a působil jako consejero (rada) Kastilie.
Diego de Covarrubias studoval na univerzitě v Salamance, kde se věnoval kanonickému právu pod vedením Martína de Azpilcuety a teologii u Francisca de Vitoria a Dominga de Soto. Ve věku jednadvaceti let byl jmenován profesorem kanonického práva na univerzitě v Salamance. Později mu byla svěřena reforma této starobylé instituce a legislativa, kterou pro ni vypracoval, zůstala v platnosti ještě dlouho po jeho smrti.
Jeho vynikající znalosti práva mu vynesly titul „španělský Bartolus“. Covarrubiasův talent byl univerzální a zahrnoval všechny vědy, které souvisely s právem a jeho výkladem. Podle pověstí neexistovala v rozsáhlé knihovně v Oviedu, kde se ve věku dvaceti šesti let stal profesorem, jediná kniha, kterou by neprostudoval a neopatřil poznámkami.

### Episkopát
Dne 24. dubna 1556 byl Covarrubias císařem Karlem V. jmenován arcibiskupem v San Domingu v Novém světě, avšak nikdy tam neodcestoval. Dne 26. ledna 1560 byl jmenován biskupem ve španělském Ciudad Rodrigo. Dne 28. dubna 1560 byl vysvěcen na biskupa Fernandem de Valdésem y Salasem, arcibiskupem ze Sevilly, za přítomnosti spolusvětitelů Martína Péreze de Ayala, biskupa z Guadixu, a Diega de los Cobos Moliny, biskupa z Ávily. V této funkci se zúčastnil Tridentského koncilu, kde byl podle svědectví svého synovce spolu s kardinálem Ugem Buoncompagnim (pozdějším papežem Řehořem XIII.) pověřen vypracováním dekretů o reformě (De Reformatione). Jelikož Buoncompagni nemohl kvůli jiným povinnostem svou část úkolu splnit, byla celá práce ponechána na Covarrubiasovi. Text těchto dekretů, který byl oficiálně schválen koncilem, tedy údajně pochází z jeho pera.
Po návratu do Španělska byl Covarrubias v roce 1565 převeden na biskupský stolec v Segovii. Až do té doby se jeho mimořádné schopnosti projevovaly především v akademických záležitostech, nyní se však začal uplatňovat i v praktické politice. V roce 1572 byl jmenován členem Rady Kastilie a o dva roky později byl povýšen na předsedu Státní rady. V této funkci dosáhl velkého úspěchu. Během svého působení jako předseda Státní rady byl Filipem II. jmenován biskupem v Cuence, avšak zemřel předtím, než mohl funkci začít vykonávat. Covarrubias zemřel v Madridu 27. září 1577. Jako biskup byl hlavním světitelem Pedra de la Peña, biskupa v Quitu.
Byl pohřben v mramorovém sarkofágu v katedrále v Segovii, poblíž starého vstupu do katedrály, který postavila katolická Veličenstva a který dnes vede do kláštera.